# Can Po Cardona
Can Po Cardona és una masia del municipi de Sant Joan Despí (Baix Llobregat) inclosa a l'Inventari del Patrimoni Arquitectònic de Catalunya.

## Descripció
La masia data del 1750 i fou transformada l'any 1927 vers un nou gust més burgès, de la mà de Juli M. Fossas. Es reformà a la façana, es construí una escala interior rematada per una torre i es completà la part lateral dreta. La línia de la façana principal es repeteix al darrere, la qual gaudeix de la mateixa línia harmònica i de disseny que l'esmentada. Els laterals estan formants per dos cossos afegits al cos principal i que són voltats per galeries arcades, que si bé el nivell d'alçada el tenen a mitja línia del cos principal, segueixen les línies harmòniques de l'edificació. Hi ha magnífics esgrafiats amb gust iconogràfic que varia, perquè a la façana principal, que hom suposa la més antiga, hi trobem temes populars com les estacions de l'any i en canvi, per exemple en el lateral dret que és de nova planta, de l'any 1927, hi trobem preferències intel·lectuals i el que hi ha representat són personatges de la vida pública catalana.

## Història
Comprada per Josep Cardona (masover de la finca quan era propietat de la família Manso-Vidal) l'any 1850 (aproximadament) en subhasta pública. Agafà el nom del masover pel diminutiu de Josep, Josepó i d'aquí l'abreviació familiar de "Po". El promotor de les obres del 1927 fou Miquel Cardona Duran. La data de la petició de la llicència municipal d'obres és el 19 de juliol de 1927.